# 24-Stunden-Rennen von Spa-Francorchamps 2018

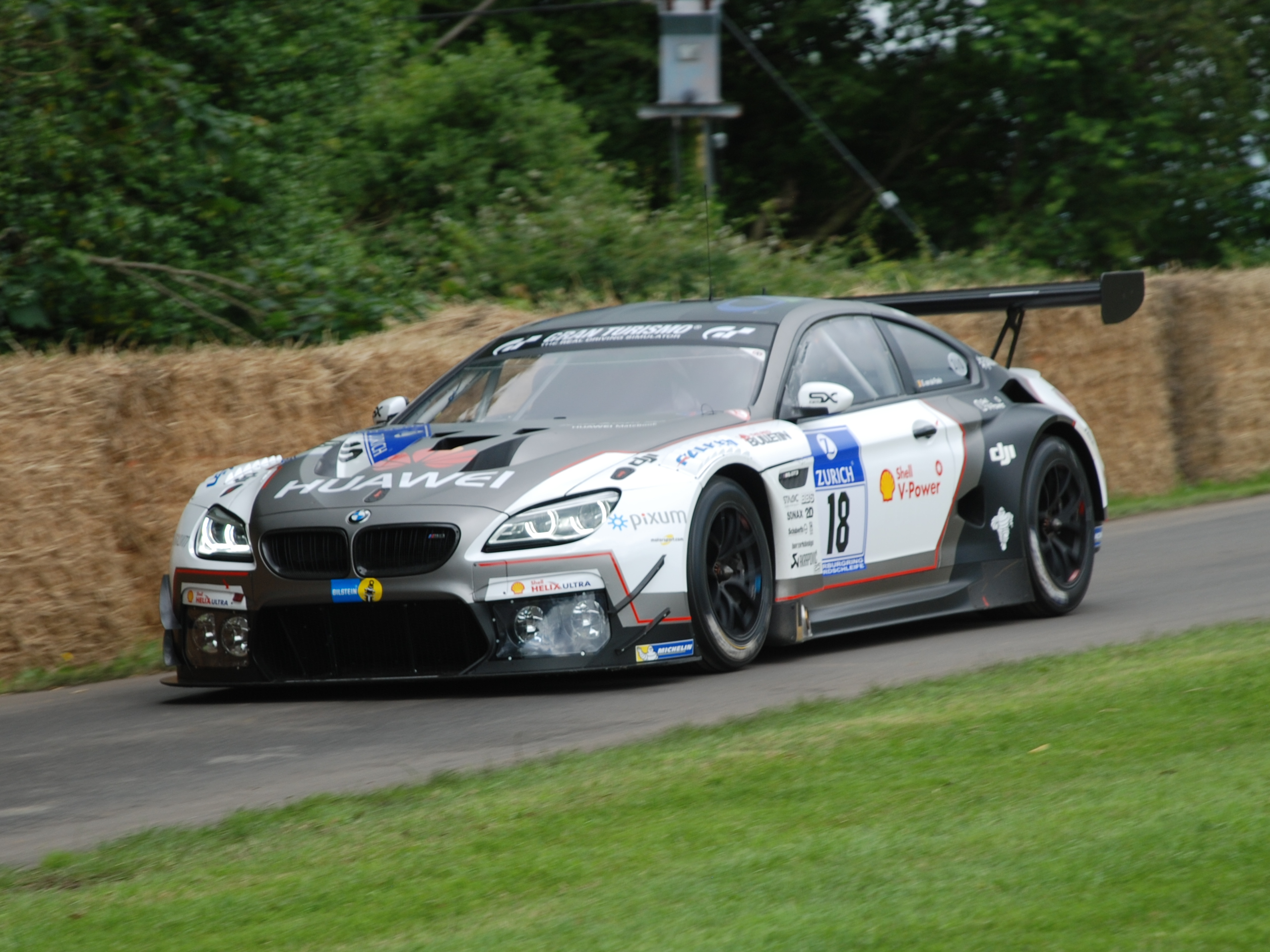
Siegerwagenmodell BMW M6 GT3

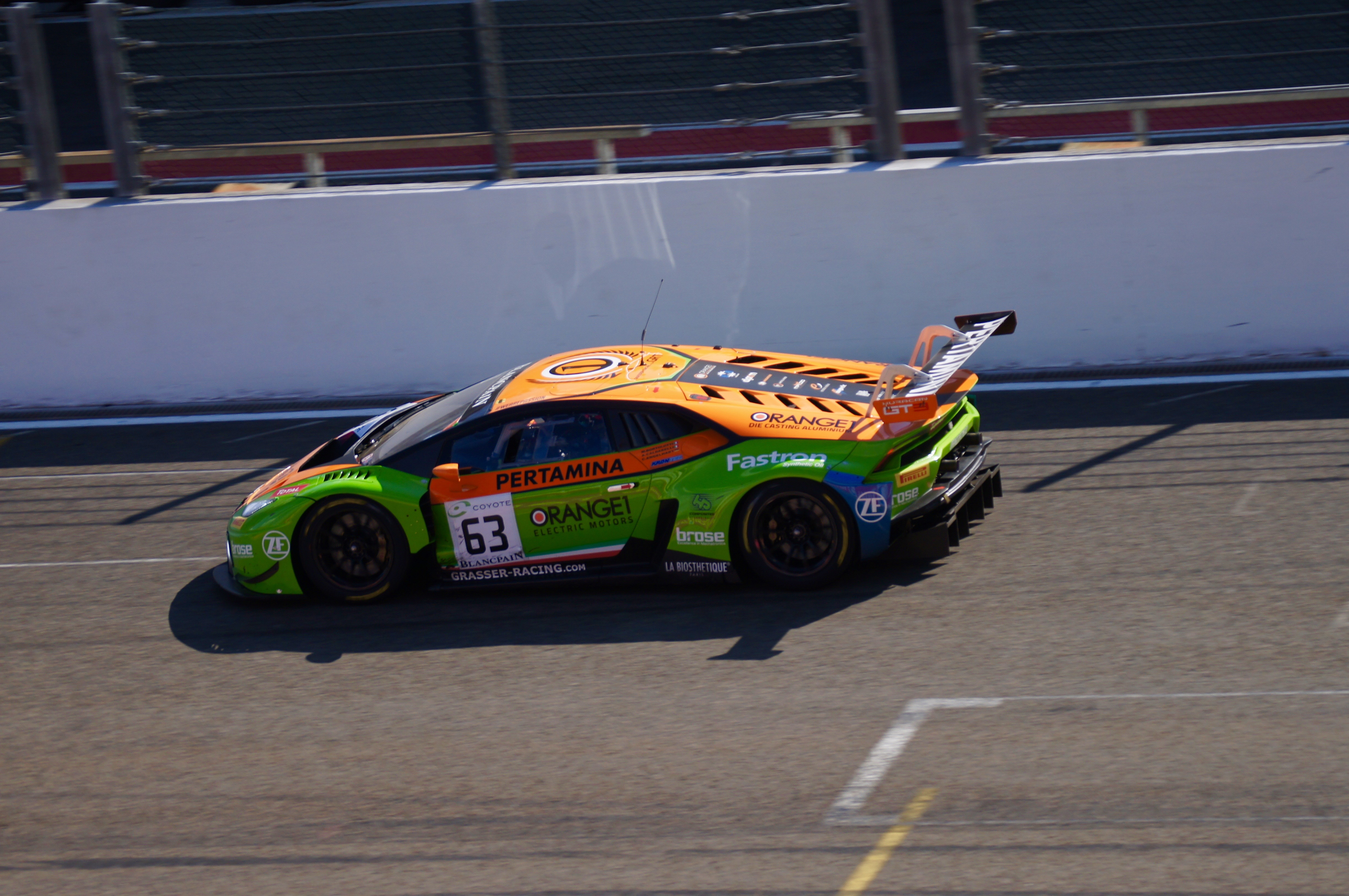
Der ausgefallene Lamborghini Huracán GT3 von Mirko Bortolotti, Andrea Caldarelli und Christian Engelhart

Das 70. 24-Stunden-Rennen von Spa-Francorchamps, auch Total 24 Hours of Spa, fand am 28. und 29. Juli 2018 auf dem Circuit de Spa-Francorchamps statt und war der vierte Wertungslauf der Blancpain Endurance Series dieses Jahres.

## Das Rennen
2018 endete das 24-Stunden-Rennen mit einem BMW-Doppelsieg. Tom Blomqvist, Philipp Eng und Christian Krognes, die die meiste Zeit des Rennens in Führung lagen, gewannen im Walkenhorst-BMW M6 GT3 vor den Marken- und Typenkollegen Nicky Catsburg, Jens Klingmann und Alexander Sims, die einen BMW von Rowe Racing fuhren. Ein schwerer Unfall führte um 3 Uhr in der Nacht zu einer kurzzeitigen Rennunterbrechung. Jürgen Krebs im Lamborghini Huracán GT3 kollidierte bei der Ausfahrt aus der Eau Rouge mit dem Bentley Continental GT3 von Andrew Meyrick. Beide Fahrer erlitten Knochenbrüche und mussten einige Tage in einem Krankenhaus von Lüttich verbringen. Auch Stéphane Ortelli musste nach einem Unfall im Lexus RC F GT3 eine Nacht im Krankenhaus bleiben, hatte aber keine schweren Verletzungen erlitten.
Ein Comeback gab der frühere italienische Formel-1-Pilot Riccardo Patrese, der auf einem Honda NSX GT3 den 32. Gesamtrang erreichte. Mit Rubens Barrichello war ein weiterer bekannter früherer Formel-1-Pilot am Start.

## Ergebnisse

### Schlussklassement
| 1           | Pro        | 34  | Walkenhorst Motorsport           | Tom Blomqvist Philipp Eng Christian Krognes                             | BMW M6 GT3                                | 511 |
| 2           | Pro        | 99  | Rowe Racing                      | Nicky Catsburg Jens Klingmann Alexander Sims                            | BMW M6 GT3                                | 511 |
| 3           | Pro        | 29  | Montaplast by Land-Motorsport    | Kelvin van der Linde Sheldon van der Linde Jeffrey Schmidt              | Audi R8 LMS GT3                           | 511 |
| 4           | Pro        | 25  | Audi Sport Team Saintéloc        | Christopher Haase Frédéric Vervisch Markus Winkelhock                   | Audi R8 LMS GT3                           | 511 |
| 5           | Pro        | 4   | Mercedes-AMG Team Black Falcon   | Yelmer Buurman Maro Engel Luca Stolz                                    | Mercedes-AMG GT3                          | 511 |
| 6           | Pro        | 88  | Mercedes-AMG Team AKKA ASP       | Daniel Juncadella Raffaele Marciello Tristan Vautier                    | Mercedes-AMG GT3                          | 510 |
| 7           | Pro        | 23  | GT Sport Motul Team RJN          | Alex Buncombe Lucas Ordoñez Matt Parry                                  | Nissan GT-R Nismo GT3 (2018)              | 510 |
| 8           | Pro        | 2   | Audi Sport Team WRT              | Robin Frijns Nico Müller René Rast                                      | Audi R8 LMS GT3                           | 509 |
| 9           | Pro        | 76  | R-Motorsport                     | Jake Dennis Nicki Thiim Matthieu Vaxiviere                              | Aston Martin V12 Vantage GT3              | 508 |
| 10          | Pro        | 72  | SMP Racing                       | Davide Rigon Miguel Molina Mikhail Aleshin                              | Ferrari 488 GT3                           | 508 |
| 11          | Pro        | 43  | Mercedes-AMG Team Strakka Racing | Maximilian Buhk Maximilian Götz Álvaro Parente                          | Mercedes-AMG GT3                          | 508 |
| 12          | Pro        | 84  | Mercedes-AMG Team Mann-Filter    | Edoardo Mortara Gary Paffett Renger van der Zande                       | Mercedes-AMG GT3                          | 507 |
| 13          | Pro        | 14  | Emil Frey Lexus Racing           | Albert Costa Christian Klien Marco Seefried                             | Lexus RC F GT3                            | 507 |
| 14          | Pro        | 19  | GRT Grasser Racing Team          | Raffaele Giammaria Ezequiel Pérez Companc Marco Mapelli                 | Lamborghini Huracán GT3                   | 506 |
| 15          | Pro-Am     | 333 | Rinaldi Racing                   | Daniel Keilwitz Alexander Mattschull Rinat Salikhov David Perel         | Ferrari 488 GT3                           | 506 |
| 16          | Pro        | 35  | SMP Racing by AKKA ASP           | Denis Bulatov Michael Meadows Vitaly Petrov                             | Mercedes-AMG GT3                          | 505 |
| 17          | Pro-Am     | 42  | Strakka Racing                   | Chris Buncombe David Fumanelli Nick Leventis Lewis Williamson           | Mercedes-AMG GT3                          | 504 |
| 18          | Silver     | 12  | Ombra Racing                     | Alex Frassineti Ling Kang Romain Monti Andrea Rizzoli                   | Lamborghini Huracán GT3                   | 504 |
| 19          | Silver     | 78  | Barwell Motorsport               | Michele Beretta Rik Breukers Martin Kodrić Sandy Mitchell               | Lamborghini Huracán GT3                   | 504 |
| 20          | Pro-Am     | 175 | SunEnergy 1 Team HTP Motorsport  | Kenny Habul Thomas Jäger Martin Konrad Bernd Schneider                  | Mercedes-AMG GT3                          | 503 |
| 21          | Pro-Am     | 51  | AF Corse                         | Lorenzo Bontempelli Duncan Cameron Matt Griffin Aaron Scott             | Ferrari 488 GT3                           | 503 |
| 22          | Pro        | 58  | Garage 59                        | Ben Barnicoat Côme Ledogar Olivier Pla                                  | McLaren 650S GT3                          | 503 |
| 23          | Silver     | 6   | Black Falcon                     | Abdulaziz Al Faisal Hubert Haupt Manuel Metzger Gabriele Piana          | Mercedes-AMG GT3                          | 501 |
| 24          | Pro        | 55  | Attempto Racing                  | Pierre Kaffer Clemens Schmid Kim-Luis Schramm                           | Audi R8 LMS GT3                           | 501 |
| 25          | Pro        | 7   | Bentley Team M-Sport             | Jules Gounon Steven Kane Jordan Pepper                                  | Bentley Continental GT3 (2018)            | 499 |
| 26          | Pro-Am     | 53  | AF Corse                         | Andrea Bertolini Marco Cioci Niek Hommerson Louis Machiels              | Ferrari 488 GT3                           | 499 |
| 27          | Am         | 77  | Barwell Motorsport               | Richard Abra Adrian Amstutz Patrick Kujala Leo Machitski                | Lamborghini Huracán GT3                   | 496 |
| 28          | Silver     | 54  | Emil Frey Jaguar Racing          | Alex Fontana Mikaël Grenier Adrian Zaugg                                | Emil Frey GT3 Jaguar                      | 496 |
| 29          | Pro        | 911 | Manthey-Racing                   | Romain Dumas Frédéric Makowiecki Dirk Werner                            | Porsche 911 GT3 R                         | 493 |
| 30          | Am         | 9   | Target Racing                    | Stefano Costantini Sylvain Debs Bernard Delhez Alberto Di Folco         | Lamborghini Huracán GT3                   | 491 |
| 31          | Pro-Am     | 5   | Black Falcon                     | Rui Águas Saud Al Faisal Kriton Lendoudis Tom Onslow-Cole               | Mercedes-AMG GT3                          | 490 |
| 32          | Pro-Am     | 30  | Castrol Honda Racing             | Bertrand Baguette Loïc Depailler Esteban Guerrieri Riccardo Patrese     | Honda NSX GT3                             | 490 |
| 33          | Pro-Am     | 49  | Ram Racing                       | Euan Hankey Salih Yoluç Darren Burke Felix Rosenqvist                   | Mercedes-AMG GT3                          | 489 |
| 34          | Am         | 488 | Rinaldi Racing                   | Nicholas Boulle Pierre Ehret Murad Sultanov Rick Yoon                   | Ferrari 488 GT3                           | 488 |
| 35          | Pro        | 62  | R-Motorsport                     | Dominik Baumann Marvin Kirchhöfer Maxime Martin                         | Aston Martin V12 Vantage GT3              | 485 |
| 36          | Am         | 75  | T2 Motorsport                    | Christian Colombo Matteo Cressoni Gregory Teo David Tjiptobiantoro      | Ferrari 488 GT3                           | 482 |
| 37          | Silver     | 22  | GT Sport Motul Team RJN          | Struan Moore Ricardo Sánchez Sean Walkinshaw Jordan Witt                | Nissan GT-R Nismo GT3 (2017)              | 482 |
| 38          | Am         | 36  | Walkenhorst Motorsport           | Anders Buchardt Ralf Oeverhaus Immanuel Vinke Henry Walkenhorst         | BMW M6 GT3                                | 478 |
| 39          | Am         | 991 | Herberth Motorsport              | Edward Lewis Brauner Jürgen Häring Wolfgang Triller Alfred Renauer      | Porsche 911 GT3 R                         | 475 |
| 40          | Pro        | 1   | Audi Sport Team WRT              | Christopher Mies Alex Riberas Dries Vanthoor                            | Audi R8 LMS GT3                           | 456 |
| 41          | Pro-Am     | 540 | Black Swan Racing                | Jeroen Bleekemolen Marc Lieb Marc Miller Tim Pappas                     | Porsche 911 GT3 R                         | 447 |
| 42          | Am         | 188 | Garage 59                        | Chris Goodwin Chris Harris Andrew Watson Alexander West                 | McLaren 650S GT3                          | 391 |
| 43          | Group Nat. | 70  | SpeedLover                       | Grégory Paisse Pierre-Yves Paque Gilles Petit Bob Wilwert               | Porsche 911 GT3 Cup                       | 390 |
| 44          | Pro        | 66  | Attempto Racing                  | Jamie Green Pieter Schothorst Steijn Schothorst                         | Audi R8 LMS GT3                           | 384 |
| 45          | Pro-Am     | 100 | Brussels Racing                  | Sam Dejonghe Nicolas Vandierendonck Tim Verbergt Koen Wauters           | Aston Martin V12 Vantage GT3              | 376 |
| 46          | Pro-Am     | 18  | Antonelli Motorsport             | Giacomo Altoè Gianluca Giraudi Juan Pérez Loris Spinelli                | Lamborghini Huracán GT3                   | 374 |
| 47          | Group Nat. | 67  | GDL Racing                       | Sarah Bovy Beniamino Caccia Andrew Haryanto Andrés Josephsohn           | Lamborghini Huracán LP 620-2 Super Trofeo | 364 |
| Ausgefallen |            |     |                                  |                                                                         |                                           |     |
| 48          | Pro        | 117 | KÜS Team75 Bernhard              | Earl Bamber Timo Bernhard Laurens Vanthoor                              | Porsche 911 GT3 R                         | 353 |
| 49          | Pro        | 8   | Bentley Team M-Sport             | Vincent Abril Andy Soucek Maxime Soulet                                 | Bentley Continental GT3 (2018)            | 349 |
| 50          | Silver     | 111 | Aust Motorsport                  | Tobias Dauenhauer Philipp Frommenwiler Loris Hezemans Nikolaj Rogivue   | Audi R8 LMS GT3                           | 342 |
| 51          | Pro        | 82  | GRT Grasser Racing Team          | Rolf Ineichen Phil Keen Franck Perera                                   | Lamborghini Huracán GT3                   | 311 |
| 52          | Silver     | 90  | AKKA ASP Team                    | Nico Bastian Jack Manchester Fabian Schiller Jules Szymkowiak           | Mercedes-AMG GT3                          | 261 |
| 53          | Am         | 666 | Attempto Racing                  | Sven Heyrowsky John-Louis Jasper Jürgen Krebs Tim Müller Rory Penttinen | Lamborghini Huracán GT3                   | 227 |
| 54          | Pro        | 114 | Emil Frey Lexus Racing           | Stéphane Ortelli Markus Palttala Norbert Siedler                        | Lexus RC F GT3                            | 196 |
| 55          | Pro-Am     | 31  | Team Parker Racing               | Andrew Meyrick Seb Morris Derek Pierce Rob Smith                        | Bentley Continental GT3 (2016)            | 195 |
| 56          | Pro        | 98  | Rowe Racing                      | Ricky Collard Jesse Krohn Marco Wittmann                                | BMW M6 GT3                                | 194 |
| 57          | Silver     | 28  | Daiko Lazarus Racing             | Fabrizio Crestani Stefano Gattuso Nicolas Pohler Arno Santamato         | Lamborghini Huracán GT3                   | 135 |
| 58          | Pro        | 44  | Strakka Racing                   | Rubens Barrichello Felipe Fraga Christian Vietoris                      | Mercedes-AMG GT3                          | 117 |
| 59          | Pro        | 63  | GRT Grasser Racing Team          | Mirko Bortolotti Andrea Caldarelli Christian Engelhart                  | Lamborghini Huracán GT3                   | 113 |
| 60          | Pro        | 17  | Belgian Audi Club Team WRT       | Marcel Fässler Stuart Leonard Daniel Serra                              | Audi R8 LMS T3                            | 93  |
| 61          | Silver     | 97  | Oman Racing with TF Sport        | Charlie Eastwood Ross Gunn Ahmad Al Harthy Euan McKay                   | Aston Martin V12 Vantage GT3              | 72  |
| 62          | Am         | 89  | AKKA ASP Team                    | Fabien Barthez Eric Debard Philippe Giauque Nico Jamin                  | Mercedes-AMG GT3                          | 43  |
| 63          | Am         | 26  | Saintéloc Racing                 | Simon Gachet Christian Kelders Marc Rostan Nyls Stievenart              | Audi R8 LMS GT3                           | 39  |

### Nur in der Meldeliste
Zu diesem Rennen sind keine weiteren Meldungen bekannt.

### Klassensieger
| Klasse     | Fahrer          | Fahrer               | Fahrer            | Fahrer         | Fahrzeug                | Platzierung im Gesamtklassement |
| ---------- | --------------- | -------------------- | ----------------- | -------------- | ----------------------- | ------------------------------- |
| Pro        | Tom Blomqvist   | Philipp Eng          | Christian Krognes |                | BMW M6 GT3              | Gesamtsieg                      |
| Pro-Am     | Daniel Keilwitz | Alexander Mattschull | Rinat Salikhov    | David Perel    | Ferrari 488 GT3         | Rang 15                         |
| Silver     | Alex Frassineti | Ling Kang            | Romain Monti      | Andrea Rizzoli | Lamborghini Huracán GT3 | Rang 18                         |
| Am         | Richard Abra    | Adrian Amstutz       | Patrick Kujala    | Leo Machitski  | Lamborghini Huracán GT3 | Rang 27                         |
| Group Nat. | Grégory Paisse  | Pierre-Yves Paque    | Gilles Petit      | Bob Wilwert    | Porsche 911 GT3 Cup     | Rang 43                         |

### Renndaten
- Gemeldet: 63
- Gestartet: 63
- Gewertet: 47
- Rennklassen: 5
- Zuschauer: unbekannt
- Wetter am Renntag: heiß und trocken
- Streckenlänge: 7,004 km
- Fahrzeit des Siegerteams: 24:01:34,979 Stunden
- Gesamtrunden des Siegerteams: 511
- Gesamtdistanz des Siegerteams: 3579,452 km
- Siegerschnitt: 148,800 km/h
- Pole Position: Maxime Martin – Aston Martin V12 Vantage (#62) – 2:19,183 = 181,100 km/h
- Schnellste Rennrunde: Steven Kane – Bentley Continental GT3 (2018) (#7) – 2:19,464 = 180,700 km/h
- Rennserie: 5. Lauf zur Blancpain GT Series 2018